# Ereca imitatrix
Ereca imitatrix is een hooiwagen uit de familie Assamiidae.